# Storthyngomerus toroensis
Storthyngomerus toroensis là một loài ruồi trong họ Asilidae. Storthyngomerus toroensis được Oldroyd miêu tả năm 1970. Loài này phân bố ở vùng nhiệt đới châu Phi.